# Xianfeng
Imperador Xianfeng, nascido Yizhu, (17 de julho de 1831 – 21 de agosto de 1861) foi o oitavo imperador da Dinastia Manchu, e o sétimo imperador Qing a reinar sobre a China, de 1851 a 1861.